# 2801 Хајгенс
2801 Хајгенс (2801 Huygens) је астероид главног астероидног појаса са средњом удаљеношћу од Сунца која износи 2,799 астрономских јединица (АЈ).
Апсолутна магнитуда астероида је 12,2.